# Markovići (Republika Serbska)
Markovići (cyr. Марковићи) – wieś w Bośni i Hercegowinie, w Republice Serbskiej, w gminie Šekovići. W 2013 roku liczyła 64 mieszkańców.